# Amsinckia marginata
Amsinckia marginata, kritično ugrožena biljna vrsta (zbog gubitka staništa) iz porodice boražinovki. Ekvadorski je endem iz provincije Pichincha.